# پگی مک‌کی
 پگی مک‌کی (به انگلیسی: Peggy McCay) زادهٔ ۳ نوامبر ۱۹۲۷ – درگذشته ۷ اکتبر ۲۰۱۸) یک هنرپیشه اهل ایالات متحده آمریکا بود. وی از سال ۱۹۴۹ میلادی تا ۲۰۱۶ مشغول فعالیت بود.

## فیلم‌شناسی
- ماوریک (۱۹۵۹ تا ۱۹۶۰)
- اندی گریفیت شو (۱۹۶۳)
- روزهای زندگی ما (۱۹۸۳ تا ۲۰۱۶)
- جیمز دین (فیلم) (۲۰۰۱)